# 下水
下水（英語：offal）又叫“雜碎”、“×杂”（如“猪杂”、“牛杂”），廣義上一般指动物内脏，或泛指除去肌肉以外的其他动物器官，狹義指豬腸和豬肺。名稱來源推測可能自英文haslet soup（動物內臟湯），变成日語外来语ハススープ再经过日治时期的台語音译轉變而來，也有內臟位置或「雜碎」一字的諧音的說法，並無絕對定論。
一些文化的人不吃動物內臟，其他一些文化的人則將動物內臟視為正常料理的一環，甚至將之視為美味佳餚。另外在中文中，相對于下水，“上水”為豬腰和豬肝，客家菜有一味薑絲大腸。此外，有时下水也被称为杂碎，但杂碎也可能有不同的含义。「雜碎」一詞除了指動物內臟外，也有罵人的意思。

## 世界各地的下水
因各地的风俗及饮食文化不同，下水的具体所指范围也有很大不同。而且在不同的饮食文化中，下水的地位也有巨大差异：有些文化中（比如伊斯蘭文化和猶太文化），动物肉以外的所有器官都在应抛弃的废物之列；而另一些文化中，下水则可能是比肉类更有价值的食品。

### 歐洲
不是只有華人才吃動物內臟，在歐洲的某些地區，各種各樣的哺乳動物（通常都是猪的，偶尔也会用到牛羊）
和鸟类（比如鸡鸭鹅）的小腸、大腸、脚掌及心肺肝腎等器官都是正常食材之一。像捷克和斯洛伐克的傳統豬肉料理多羅千卡 （Tlačenka）、苏格兰的肉馅羊肚“哈吉斯”、德国的肝香肠以及波蘭的傳統豬肉料理薩爾載松（salceson）都有豬羊牛等动物的內臟的成份，而源自于法国的肥肝更是名贵食品。

## 分类
根據器官來源，下水可有以下的分類：
- 舌（脷、口条）
- 心脏
- 主动脉（黄喉）
- 肝脏（膶）
- 肺
- 胃（肚）
- 肾脏（腰）
- 脾脏（沙肝、横脷）
- 胰脏（脪）
- 大肠（肥肠）
- 小肠
- 直肠
- 皮肤
- 气管（喉）
- 食道（喉）
- 膀胱（小肚）
- 子宫（花肠，儿肠）
- 卵巢
- 输卵管（生肠）
- 乳房（奶子）
- 阴茎（鞭）
- 阴囊
- 睾丸（蛋）
- 横膈膜
- 脑（脑花）

## 不同動物的下水
根據來源動物的不同，下水又分牛雜、豬雜等等。

### 豬下水
猪下水，又称猪杂、猪杂碎，泛指作为食材使用的除了肌肉以外的家猪的其他器官，多指猪内脏。根据各地风俗及饮食习惯的不同，猪下水所指的具体范围也会略有不同。通常，猪下水包括猪大肠、猪小肠、猪肚儿、猪心、猪肝、猪肺、猪腰子以及猪舌等。猪下水通常情况下是指猪的内脏，也有人把这些内脏称为软下水，而把猪头和猪蹄等称为硬下水。以猪下水为主料的中式菜肴有咸菜炒猪肚（广东）、卤水大肠（广东）、卤水粉肠（广东）、猪肚汤（广东）、炒肝（北京）、爆炒腰花（北京）、肝腰合炒（重庆、成都）、麻辣猪肚（重庆）等。目前中国是世界上最大的猪肉生产国和消费国，猪下水相比普通猪肉的进口价差和利润更大，因此猪下水的进口量远大于猪肉的进口量。
| 器官 | 食材名       | 营养 |
| ---- | ------------ | --- |
| 心   | 心           | |
| 肺   | 肺           | 富含脂溶性维生素 |
| 胃   | 肚儿、大肚儿 | |
| 肝   | 肝           | 猪肝在各类内脏中的蛋白质含量最高，每百克猪肝含蛋白质19.3克；富含脂溶性维生素和铁，每百克猪肝中含铁22.6毫克；B族维生素明显高于普通肉类 |
| 脾   | 沙肝         | |
| 小肠 |              | |
| 大肠 | 肥肠         | |
| 肾   | 腰子         | |
| 膀胱 | 小肚儿       | |